# Ischiopsopha menieri
Ischiopsopha menieri är en skalbaggsart som beskrevs av Allard 1995. Ischiopsopha menieri ingår i släktet Ischiopsopha och familjen Cetoniidae. Utöver nominatformen finns också underarten I. m. bretoni.